# Laboulbenia melanaria
Laboulbenia melanaria Thaxt. – gatunek grzybów z rzędu owadorostowców (Laboulbeniales). Pasożyt owadów.

## Systematyka i nazewnictwo
Pozycja w klasyfikacji według Index Fungorum: Laboulbenia, Laboulbeniaceae, Laboulbeniales, Laboulbeniomycetidae, Laboulbeniomycetes, Pezizomycotina, Ascomycota, Fungi.
Gatunek ten po raz pierwszy opisał w 1899 r. Roland Thaxter na chrząszczach we Francji i Portugalii.

## Charakterystyka
Grzyb entomopatogeniczny, pasożyt zewnętrzny owadów. Notowany na chrząszczu Diachromus germanus z rodziny biegaczowatych (Carabidae) i chrząszczu Anisodactylus militaris z rodziny krętakowatych (Gyrinidae). W Polsce notowany na Diachromus germanus. Nie powoduje śmierci owada i zazwyczaj wyrządza mu niewielkie szkody.

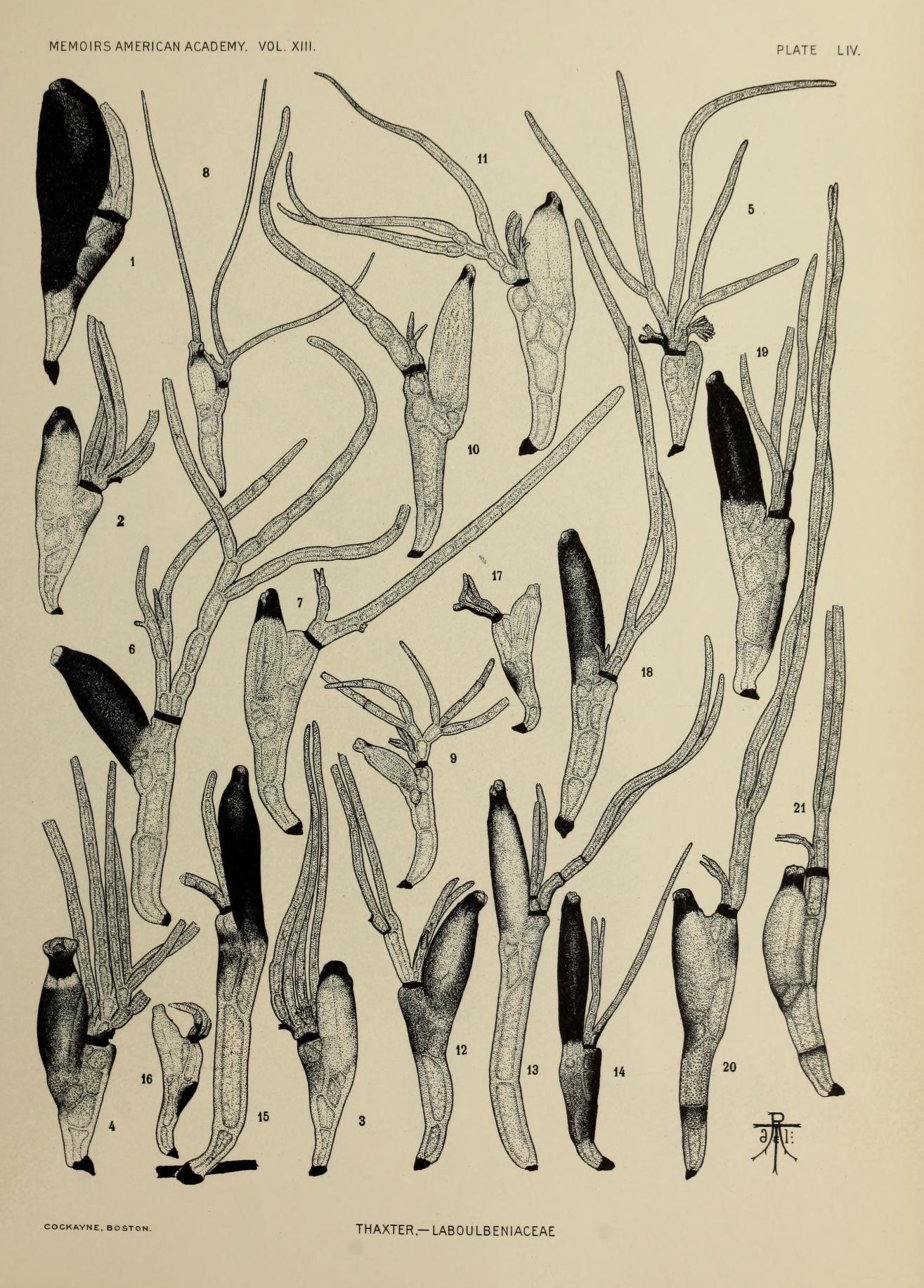
Laboulbenia melanaria nr 18. Pozostałe to inne gatunki Laboulbenia